# Up All Night
Up All Night là album phòng thu đầu tay của nhóm nhạc nam người Anh và Ireland One Direction, phát hành lần đầu tiên tại Ireland vào ngày 18 tháng 11 năm 2011 bởi Syco Music và tại Hoa Kỳ vào ngày 13 tháng 3 năm 2012 bởi Columbia Records. Sau khi được tập hợp từ những thí sinh hát đơn thành một nhóm nhạc và giành vị trí thứ ba trong mùa thứ bảy của cuộc thi ca hát trên truyền hình The X Factor UK, One Direction ký hợp đồng thu âm trị giá 2 triệu bảng Anh với Syco Records của Simon Cowell. Quá trình thu âm cho Up All Night bắt đầu vào đầu năm 2011 và kéo dài trong chín tháng tại nhiều phòng thu ở Thụy Điển, Vương quốc Anh và Hoa Kỳ. Album có sự tham gia đóng góp từ một loạt nhà sản xuất đương đại, bao gồm RedOne, Carl Falk, Matt Squire, Savan Kotecha, Steve Mac, Rami Yacoub và Toby Gad cùng nhiều cộng tác viên khác, bên cạnh một số sáng tác của Ed Sheeran, Kelly Clarkson và Tom Fletcher, đồng thời năm thành viên của One Direction cũng tham gia viết lời cho một số bài hát. Đây là một bản thu âm pop chịu nhiều ảnh hưởng của dance-pop, teen pop, pop rock và power pop, với nội dung ca từ liên quan đến tuổi trẻ, tình yêu, sự đau khổ và trao quyền.
Sau khi phát hành, Up All Night nhận được những phản ứng tích cực từ các nhà phê bình âm nhạc, trong đó họ đánh giá cao sự kết hợp giữa khâu sáng tác và sản xuất hấp dẫn nhưng khéo léo của album, tránh lặp lại công thức âm nhạc bắt tai nhưng thiếu chiều sâu hoặc lệ thuộc vào những bản ballad mang hơi hướng adult contemporary của một số nhóm nhạc vào thập niên 1980 và 1990. Đĩa nhạc cũng đạt được những thành tích đáng kể về mặt thương mại khi thống trị các bảng xếp hạng tại Úc, Canada, Ireland, Ý, Mexico, New Zealand và Thụy Điển, cũng như lọt vào top 10 ở nhiều quốc gia và lãnh thổ, bao gồm vươn đến top 5 ở những thị trường lớn như Đan Mạch, Phần Lan, Bồ Đào Nha, Tây Ban Nha và Vương quốc Anh. Up All Night ra mắt ở vị trí số một trên bảng xếp hạng Billboard 200 với 176,000 bản, đánh dấu album quán quân đầu tiên của One Direction và giúp họ lập kỷ lục là nhóm nhạc Anh đầu tiên trong lịch sử sở hữu album đứng nhất ngay ở tuần đầu tại Hoa Kỳ. Ngoài ra, Up All Night và album tiếp theo Take Me Home (2012) cũng giúp nhóm trở thành nghệ sĩ đầu tiên có hai đĩa nhạc lọt vào top 5 album bán chạy nhất năm trong kỷ nguyên Nielsen SoundScan.
Bốn đĩa đơn đã được phát hành từ Up All Night. "What Makes You Beautiful" được chọn làm đĩa đơn mở đường và xuất hiện trong top 10 tại nhiều quốc gia, đồng thời đạt vị trí thứ tư trên bảng xếp hạng Billboard Hot 100 tại Hoa Kỳ và chiến thắng giải Brit cho Đĩa đơn Anh quốc của năm. Những đĩa đơn tiếp theo "Gotta Be You" và "One Thing" đều gặt hái nhiều thành công tại Ireland và Vương quốc Anh, trong khi "More Than This" chỉ đạt được những thành tích hạn chế. Để quảng bá album, nhóm trình diễn trên nhiều chương trình truyền hình và lễ trao giải lớn, như Children in Need, Saturday Night Live, Today, The X Factor UK và giải Video âm nhạc của MTV năm 2012, đồng thời thực hiện chuyến lưu diễn Up All Night Tour (2011-12) với 54 đêm diễn và đi qua ba châu lục. Trong những năm tiếp theo, đĩa nhạc đã nhận được nhiều giải thưởng và đề cử tại những lễ trao giải lớn, bao gồm đề cử tại giải thưởng Âm nhạc Mỹ năm 2012, giải thưởng Âm nhạc Billboard năm 2013 và giải Sự lựa chọn của Công chúng năm 2013. Up All Night là album bán chạy thứ ba trong năm 2012 trên toàn cầu, và đã bán được hơn sáu triệu bản tính đến nay.

## Danh sách bài hát
| Up All Night – Phiên bản tiêu chuẩn | Up All Night – Phiên bản tiêu chuẩn | Up All Night – Phiên bản tiêu chuẩn                                                   | Up All Night – Phiên bản tiêu chuẩn | Up All Night – Phiên bản tiêu chuẩn |
| STT                                 | Nhan đề                             | Sáng tác                                                                              | Sản xuất                            | Thời lượng                          |
| ----------------------------------- | ----------------------------------- | ------------------------------------------------------------------------------------- | ----------------------------------- | ----------------------------------- |
| 1.                                  | "What Makes You Beautiful"          | Rami Yacoub Carl Falk Savan Kotecha                                                   | Yacoub Falk                         | 3:21                                |
| 2.                                  | "Gotta Be You"                      | Steve Mac August Rigo                                                                 | Steve Mac                           | 4:06                                |
| 3.                                  | "One Thing"                         | Yacoub Falk Kotecha                                                                   | Yacoub Falk                         | 3:19                                |
| 4.                                  | "More than This"                    | Jamie Scott                                                                           | Brian Rawling Paul Meehan           | 3:50                                |
| 5.                                  | "Up All Night"                      | Kotecha Matt Squire                                                                   | Matt Squire                         | 3:16                                |
| 6.                                  | "I Wish"                            | Yacoub Falk Kotecha                                                                   | Yacoub Falk                         | 3:38                                |
| 7.                                  | "Tell Me a Lie"                     | Kelly Clarkson Tom Meredith Shep Solomon                                              | Meredith Solomon                    | 3:19                                |
| 8.                                  | "Taken"                             | Toby Gad Lindy Robbins Harry Styles Liam Payne Louis Tomlinson Niall Horan Zayn Malik | Gad                                 | 3:59                                |
| 9.                                  | "I Want"                            | Tom Fletcher                                                                          | Richard "Biff" Stannard Ash Howes   | 2:55                                |
| 10.                                 | "Everything About You"              | Steve Robson Wayne Hector Styles Payne Tomlinson Horan Malik                          | Robson                              | 3:39                                |
| 11.                                 | "Same Mistakes"                     | Robson Hector Styles Payne Tomlinson Horan Malik                                      | Robson                              | 3:40                                |
| 12.                                 | "Save You Tonight"                  | Kotecha Nadir Khayat BeatGeek Jimmy Joker Teddy Sky Achraf Jannusi Alaina Beaton      | Khayat BeatGeek Joker               | 3:27                                |
| 13.                                 | "Stole My Heart"                    | Scott Meehan                                                                          | Rawling Meehan                      | 3:27                                |
| Tổng thời lượng:                    | Tổng thời lượng:                    | Tổng thời lượng:                                                                      | Tổng thời lượng:                    | 45:56                               |

| Up All Night – Phiên bản Yearbook giới hạn (bản nhạc bổ sung) | Up All Night – Phiên bản Yearbook giới hạn (bản nhạc bổ sung) | Up All Night – Phiên bản Yearbook giới hạn (bản nhạc bổ sung) | Up All Night – Phiên bản Yearbook giới hạn (bản nhạc bổ sung) | Up All Night – Phiên bản Yearbook giới hạn (bản nhạc bổ sung) |
| STT                                                           | Nhan đề                                                       | Sáng tác                                                      | Sản xuất                                                      | Thời lượng                                                    |
| ------------------------------------------------------------- | ------------------------------------------------------------- | ------------------------------------------------------------- | ------------------------------------------------------------- | ------------------------------------------------------------- |
| 14.                                                           | "Stand Up"                                                    | Roy Stride Josh Wilkinson                                     | Stannard                                                      | 2:53                                                          |
| 15.                                                           | "Moments"                                                     | Ed Sheeran Si Hulbert                                         | Hulbert                                                       | 4:22                                                          |

| Up All Night – Phiên bản tại Nhật Bản và Souvenir tại Úc, Mexico, Philippines và New Zealand (bản nhạc bổ sung) | Up All Night – Phiên bản tại Nhật Bản và Souvenir tại Úc, Mexico, Philippines và New Zealand (bản nhạc bổ sung) | Up All Night – Phiên bản tại Nhật Bản và Souvenir tại Úc, Mexico, Philippines và New Zealand (bản nhạc bổ sung) | Up All Night – Phiên bản tại Nhật Bản và Souvenir tại Úc, Mexico, Philippines và New Zealand (bản nhạc bổ sung) | Up All Night – Phiên bản tại Nhật Bản và Souvenir tại Úc, Mexico, Philippines và New Zealand (bản nhạc bổ sung) |
| STT | Nhan đề | Sáng tác | Sản xuất | Thời lượng |
| --- | --- | --- | --- | --- |
| 14. | "Stand Up" | Stride Wilkinson                                                                                                | Stannard | 2:56 |
| 15. | "Moments" | Sheeran Hulbert                                                                                                 | Hulbert | 4:22 |
| 16. | "Another World"                                                                                                 | Jannusi Bilal Hajji Eric Sanicola Geo Slam Khayat Sky                                                           | Khayat | 3:25 |
| 17. | "Na Na Na" | Iain James Kotecha James Murray Squire Mustapha Omer                                                            | Matt Squire | 3:07 |
| 18. | "I Should Have Kissed You"                                                                                      | Robson Ina Wroldsen                                                                                             | Robson | 3:36 |
| Tổng thời lượng:                                                                                                | Tổng thời lượng:                                                                                                | Tổng thời lượng:                                                                                                | Tổng thời lượng:                                                                                                | 63:23 |

| Up All Night – Phiên bản tại Hoa Kỳ | Up All Night – Phiên bản tại Hoa Kỳ        | Up All Night – Phiên bản tại Hoa Kỳ | Up All Night – Phiên bản tại Hoa Kỳ | Up All Night – Phiên bản tại Hoa Kỳ |
| STT                                 | Nhan đề                                    | Sáng tác                            | Sản xuất                            | Thời lượng                          |
| ----------------------------------- | ------------------------------------------ | ----------------------------------- | ----------------------------------- | ----------------------------------- |
| 2.                                  | "Gotta Be You" (phiên bản Hoa Kỳ năm 2012) | Mac Rigo                            | Mac                                 | 4:04                                |

| Up All Night – Phiên bản đặc biệt tại Ý (bản nhạc bổ sung) | Up All Night – Phiên bản đặc biệt tại Ý (bản nhạc bổ sung) | Up All Night – Phiên bản đặc biệt tại Ý (bản nhạc bổ sung) | Up All Night – Phiên bản đặc biệt tại Ý (bản nhạc bổ sung) | Up All Night – Phiên bản đặc biệt tại Ý (bản nhạc bổ sung) |
| STT                                                        | Nhan đề                                                    | Sáng tác                                                   | Sản xuất                                                   | Thời lượng                                                 |
| ---------------------------------------------------------- | ---------------------------------------------------------- | ---------------------------------------------------------- | ---------------------------------------------------------- | ---------------------------------------------------------- |
| 14.                                                        | "Another World"                                            | Jannusi Hajji Sanicola Slam Khayat Sky                     | Khayat                                                     | 3:23                                                       |
| 15.                                                        | "Na Na Na"                                                 | James Kotecha Murray Squire Omer                           | Squire                                                     | 3:05                                                       |

| Up All Night – Phiên bản tại Đức (bản nhạc bổ sung) | Up All Night – Phiên bản tại Đức (bản nhạc bổ sung) | Up All Night – Phiên bản tại Đức (bản nhạc bổ sung) | Up All Night – Phiên bản tại Đức (bản nhạc bổ sung) | Up All Night – Phiên bản tại Đức (bản nhạc bổ sung) |
| STT                                                 | Nhan đề                                             | Sáng tác                                            | Sản xuất                                            | Thời lượng                                          |
| --------------------------------------------------- | --------------------------------------------------- | --------------------------------------------------- | --------------------------------------------------- | --------------------------------------------------- |
| 14.                                                 | "Another World"                                     | Jannusi Hajji Sanicola Slam Khayat Sky              | Khayat                                              | 3:24                                                |
| 15.                                                 | "Na Na Na"                                          | James Kotecha Murray Squire Omer                    | Squire                                              | 3:06                                                |
| 16.                                                 | "I Should Have Kissed You"                          | Robson Wroldsen                                     | Robson                                              | 3:36                                                |

## Xếp hạng
| Bảng xếp hạng (2011–2022)                | Vị trí cao nhất |
| ---------------------------------------- | --------------- |
| Album Úc (ARIA)                          | 1               |
| Album Áo (Ö3 Austria)                    | 18              |
| Album Bỉ (Ultratop Vlaanderen)           | 7               |
| Album Bỉ (Ultratop Wallonie)             | 27              |
| Album Brazil (ABPD)                      | 6               |
| Album Canada (Billboard)                 | 1               |
| Album Cộng hòa Séc (ČNS IFPI)            | 12              |
| Album Đan Mạch (Hitlisten)               | 4               |
| Album Hà Lan (Album Top 100)             | 7               |
| Album Phần Lan (Suomen virallinen lista) | 4               |
| Album Pháp (SNEP)                        | 15              |
| Album Đức (Offizielle Top 100)           | 16              |
| Album Hy Lạp (IFPI)                      | 7               |
| Album Hungaria (MAHASZ)                  | 6               |
| Album Ireland (IRMA)                     | 1               |
| Album Ý (FIMI)                           | 1               |
| Album Nhật Bản (Oricon)                  | 6               |
| Album México (Top 100 Mexico)            | 1               |
| Album New Zealand (RMNZ)                 | 1               |
| Album Na Uy (VG-lista)                   | 9               |
| Album Ba Lan (OLiS)                      | 6               |
| Album Bồ Đào Nha (AFP)                   | 3               |
| Album Scotland (OCC)                     | 2               |
| Album Tây Ban Nha (PROMUSICAE)           | 4               |
| Album Thụy Điển (Sverigetopplistan)      | 1               |
| Album Thụy Sĩ (Schweizer Hitparade)      | 18              |
| Album Anh Quốc (OCC)                     | 2               |
| Album Uruguay (CUD)                      | 19              |
| Album Hoa Kỳ Billboard 200               | 1               |

| Bảng xếp hạng (2011)                     | Vị trí |
| ---------------------------------------- | ------ |
| Album Úc (ARIA)                          | 47     |
| Album Ireland (IRMA)                     | 10     |
| Album New Zealand (RMNZ)                 | 17     |
| Album Thụy Điển (Sverigetopplistan)      | 44     |
| Album Anh Quốc (OCC)                     | 16     |
| Bảng xếp hạng (2012)                     | Vị trí |
| Album Úc (ARIA)                          | 2      |
| Album Bỉ (Ultratop Flanders)             | 17     |
| Album Bỉ (Ultratop Wallonia)             | 68     |
| Album Canada (Billboard)                 | 3      |
| Album Hà Lan (Album Top 100)             | 37     |
| Album Phần Lan (Suomen virallinen lista) | 51     |
| Album Pháp (SNEP)                        | 46     |
| Album Hungaria (MAHASZ)                  | 34     |
| Album Ireland (IRMA)                     | 8      |
| Album Ý (FIMI)                           | 12     |
| Album México (AMPROFON)                  | 1      |
| Album New Zealand (RMNZ)                 | 3      |
| Album Tây Ban Nha (PROMUSICAE)           | 22     |
| Album Thụy Điển (Sverigetopplistan)      | 29     |
| Album Thụy Sĩ (Schweizer Hitparade)      | 55     |
| Album Anh Quốc (OCC)                     | 15     |
| Hoa Kỳ Billboard 200                     | 5      |
| Album Toàn cầu (IFPI)                    | 3      |
| Bảng xếp hạng (2013)                     | Vị trí |
| Album Úc (ARIA)                          | 50     |
| Album Pháp (SNEP)                        | 136    |
| Album Ireland (IRMA)                     | 13     |
| Album Ý (FIMI)                           | 59     |
| Album Nhật Bản (Oricon)                  | 52     |
| Album México (AMPROFON)                  | 12     |
| Album Tây Ban Nha (PROMUSICAE)           | 26     |
| Album Anh Quốc (OCC)                     | 42     |
| Hoa Kỳ Billboard 200                     | 43     |
| Bảng xếp hạng (2014)                     | Vị trí |
| Album Ý (FIMI)                           | 80     |

| Bảng xếp hạng (2010–2019) | Vị trí |
| ------------------------- | ------ |
| Album Úc (ARIA)           | 15     |
| Album Anh Quốc (OCC)      | 35     |
| Hoa Kỳ Billboard 200      | 37     |

## Chứng nhận
| Quốc gia | Chứng nhận     | Số đơn vị/doanh số chứng nhận |
| --- | -------------- | ----------------------------- |
| Argentina (CAPIF) | Bạch kim       | 40.000^                       |
| Úc (ARIA) | 5× Bạch kim    | 350.000^                      |
| Áo (IFPI Áo) | Vàng           | 10.000*                       |
| Canada (Music Canada) | 6× Bạch kim    | 480.000‡                      |
| Colombia (ASINCOL) | 2× Bạch kim    | 20,000                        |
| Chile (IFPI) | Bạch kim       | 10,000                        |
| Đan Mạch (IFPI Đan Mạch) | 3× Bạch kim    | 60.000‡                       |
| Phần Lan (Musiikkituottajat) | Vàng           | 10,811                        |
| Pháp (SNEP) | Vàng           | 50.000*                       |
| Đức (BVMI) | Vàng           | 150.000‡                      |
| Hy Lạp (IFPI Hy Lạp) | Vàng           | 3.000^                        |
| Ireland (IRMA) | 2× Bạch kim    | 30.000^                       |
| Ý (FIMI) | 2× Bạch kim    | 120.000*                      |
| Nhật Bản (RIAJ) | Bạch kim       | 250.000^                      |
| México (AMPROFON) | Kim cương+Vàng | 330.000‡                      |
| New Zealand (RMNZ) | 5× Bạch kim    | 75.000‡                       |
| Peru (UNIMPRO) | Vàng           | 3,000                         |
| Philippines (PARI) | 4× Bạch kim    | 60.000*                       |
| Ba Lan (ZPAV) | Bạch kim       | 20.000*                       |
| Bồ Đào Nha (AFP) | Vàng           | 7.500^                        |
| Tây Ban Nha (PROMUSICAE) | Vàng           | 20.000^                       |
| Thụy Điển (GLF) | Bạch kim       | 40.000‡                       |
| Anh Quốc (BPI) | 4× Bạch kim    | 1,086,434                     |
| Hoa Kỳ (RIAA) | 3× Bạch kim    | 2,095,000                     |
| Venezuela (AVINPRO) | 4× Bạch kim    | 40,000                        |
| Tổng hợp |                |                               |
| Châu Âu (IFPI) | Bạch kim       | 1.000.000*                    |
| * Chứng nhận dựa theo doanh số tiêu thụ. ^ Chứng nhận dựa theo doanh số nhập hàng. ‡ Chứng nhận dựa theo doanh số tiêu thụ và phát trực tuyến. |                |                               |

## Lịch sử phát hành
| Quốc gia      | Ngày                 | Định dạng      | Hãng đĩa                       |
| ------------- | -------------------- | -------------- | ------------------------------ |
| Ireland       | 18 tháng 11 năm 2011 | CD tải nhạc số | Syco Music Sony Music          |
| Hà Lan        | 18 tháng 11 năm 2011 | CD tải nhạc số | Syco Music Sony Music          |
| Thụy Điển     | 18 tháng 11 năm 2011 | CD tải nhạc số | Syco Music Sony Music          |
| Bỉ            | 21 tháng 11 năm 2011 | CD tải nhạc số | Syco Music Sony Music          |
| Na Uy         | 21 tháng 11 năm 2011 | CD tải nhạc số | Syco Music Sony Music          |
| Liên hiệp Anh | 21 tháng 11 năm 2011 | CD tải nhạc số | Syco Music Sony Music          |
| Úc            | 25 tháng 11 năm 2011 | CD tải nhạc số | Syco Music Sony Music          |
| New Zealand   | 28 tháng 11 năm 2011 | CD tải nhạc số | Syco Music Sony Music          |
| Đan Mạch      | 6 tháng 2 năm 2012   | CD tải nhạc số | Syco Music Sony Music          |
| Hungary       | 6 tháng 2 năm 2012   | CD tải nhạc số | Syco Music Sony Music          |
| Ba Lan        | 6 tháng 2 năm 2012   | CD tải nhạc số | Syco Music Sony Music          |
| Bồ Đào Nha    | 6 tháng 2 năm 2012   | CD tải nhạc số | Syco Music Sony Music          |
| Ý             | 7 tháng 2 năm 2012   | CD tải nhạc số | Syco Music Sony Music          |
| Hoa Kỳ        | 13 tháng 3 năm 2012  | CD tải nhạc số | Columbia Records               |
| Canada        | 13 tháng 3 năm 2012  | CD tải nhạc số | Columbia Records               |
| Mexico        | 13 tháng 3 năm 2012  | CD tải nhạc số | Sony Music Mexico              |
| Đức           | 25 tháng 5 năm 2012  | CD tải nhạc số | Syco Music Sony Music          |
| Nhật Bản      | 8 tháng 8 năm 2012   | CD tải nhạc số | Sony Music Entertainment Japan |